# Cleretum pinnatifidum
Cleretum pinnatifidum är en isörtsväxtart som först beskrevs av Carl von Linné d.y., och fick sitt nu gällande namn av Nicholas Edward Brown. Cleretum pinnatifidum ingår i släktet Cleretum, och familjen isörtsväxter. Inga underarter finns listade i Catalogue of Life.